# Linea Tōbu Utsunomiya
La linea Tōbu Utsunomiya (東武宇都宮線?, Tōbu Utsunomiya-sen), gestita dalle Ferrovie Tōbu, è una ferrovia a scartamento ridotto che collega le stazioni di Shin-Tochigi a Tochigi, nella omonima prefettura, e di Tōbu Utsunomiya a Utsunomiya.

## Caratteristiche
La linea è lunga 24,3 km ed è totalmente elettrificata a corrente continua con catenaria superiore a 1500 V. La ferrovia è totalmente a binario singolo, a scartamento ridotto di 1067 mm e permette una velocità massima di 90 km/h. Le stazioni lungo la linea sono 11.

## Servizi
La linea è percorsa solo da treni locali effettuanti tutte le fermate. Sono presenti anche alcuni treni che continuano fino alla stazione di Tochigi sulla linea Tōbu Nikkō.

## Stazioni
| Stazione          | Giapponese     | Collegamenti     | Posizione       |
| ----------------- | -------------- | ---------------- | --------------- |
| Shin-Tochigi      | 新栃木         | Linea Tōbu Nikkō | Tochigi         |
| Yashū-Hirakawa    | 野州平川       |                  | Tochigi         |
| Yashū-Ōtsuka      | 野州大塚       |                  | Tochigi         |
| Mibu              | 壬生           |                  | Mibu Shimotsuga |
| Kuniya            | 国谷           |                  | Mibu Shimotsuga |
| Omocha-no-Machi   | おもちゃのまち |                  | Mibu Shimotsuga |
| Yasuzuka          | 安塚           |                  | Mibu Shimotsuga |
| Nishi-Kawada      | 西川田         |                  | Utsunomiya      |
| Esojima           | 江曽島         |                  | Utsunomiya      |
| Minami-Utsunomiya | 南宇都宮       |                  | Utsunomiya      |
| Tōbu Utsunomiya   | 東武宇都宮     |                  | Utsunomiya      |